# Big City Rhythms
| Críticas profissionais | Críticas profissionais |
| Avaliações da crítica  | Avaliações da crítica  |
| Fonte                  | Avaliação              |
| ---------------------- | ---------------------- |
| Allmusic               | [ 1 ]                  |

Big City Rhythms é um álbum de 1999 gravado pelo compositor e pianista norte-americano Michael Feinstein com acompanhamento da banda de Maynard Ferguson. Foi o segundo álbum de Feinstein lançado pela Concord Records, e seu primeiro com Maynard Ferguson.

## Lista de faixas
1. "Close Your Eyes" (Bernice Petkere) - 2:57
2. "The Very Thought of You" (Ray Noble) - 5:29
3. "Let Me Off Uptown" (Earl Bostic / Redd Evans) - 3:34
4. "Girl Talk" (Neal Hefti / Bobby Troup) - 5:07
5. "You Can't Lose 'Em All" (Marshall Barer / David Ross) - 4:33
6. "One Day at a Time" (Charles DeForest) - 3:54
7. "The Rhythm of the Blues" (Michael Feinstein / Lindy Robbins) - 5:52
8. "The One I Love (Belongs to Somebody Else)" (Isham Jones / Gus Kahn) - 5:25
9. "Ev'rything You Want Is Here" (Murray Grand) - 4:29
10. "Johnny One Note" (Lorenz Hart / Richard Rodgers) - 2:27
11. "Swing Is Back in Style" (Michael Feinstein / Ray Jessel / Cynthia Thompson) - 2:38
12. "Love Is Nothin' But a Racket" (Betty Comden / Adolph Green / André Previn) - 3:27
13. "Lullaby in Rhythm" (Benny Goodman / Walter Hirsch / Clarence Profit / Edgar Sampson) - 3:25
14. Medley: "When Your Lover Has Gone"/"The Gal That Got Away" (Einar Aaron Swan) / (Harold Arlen / Ira Gershwin) - 4:59
15. "New York, New York" (Leonard Bernstein / Betty Comden / Adolpg Green / John Kander) - 3:38
16. "How Little We Know" (Hoagy Carmichael / Johnny Mercer) - 2:43